# 9 février 1972
Le mercredi 9 février 1972 est le 40e jour de l'année 1972.

## Naissances
- Álvaro Véliz, chanteur chilien
- Christophe Marchand, compositeur et organiste français
- Darren Ferguson, footballeur britannique
- Etsuko Fukano, arbitre japonaise de football
- Jason Winston George, acteur américain
- Norbert Rózsa, nageur hongrois
- Olivier Cousin, poète français
- Rolf Wanhainen, joueur suédois de hockey sur glace
- Thierry Ottavy, joueur de football français
- Yannis Baraban, acteur français

## Décès
- George Langelaan (né le 19 janvier 1908), écrivain
- Jean Lenègre (né le 25 mars 1904), médecin et cardiologue français
- Just Évrard (né le 31 mai 1898), personnalité politique française
- Nikolaï Ivanovitch Krylov (né le 29 avril 1903), militaire soviétique

## Événements
- Sortie de l'album Lonesome Crow du groupe Scorpions
- Fin de la saison 1 de Columbo
- Début de la tournée Wings University Tour des Wings